# Centromochlus musaicus
Centromochlus musaicus är en fiskart som först beskrevs av Royero 1992.  Centromochlus musaicus ingår i släktet Centromochlus och familjen Auchenipteridae. Inga underarter finns listade i Catalogue of Life.